# Кубанська ГЕС-4
Кубанська ГЕС-4 або Барсучківська ГЕС-4 — ГЕС, у складі Барсучківських ГЕС Кубанського каскаду ГЕС.
Розташована в Кочубеївському районі на 26 км Барсучківського скидного каналу. ГЕС почала будуватися у 1962, гідроагрегати пущені у 1970. ГЕС побудована за дериваційним типом, проект станції аналогічний проекту ГЕС-3. Режим роботи — піковий за встановленим графіком.
Склад споруд ГЕС:
- шлюз-регулятор № 7 на Великому Ставропольському каналі;
- басейн добового регулювання;
- водоприймач;
- напірні трубопроводи;
- будівля ГЕС;
- відвідний канал;
- холостий водоскид;
- компенсаційне водосховище.
- ОРУ 35 кВ;
- ВРП 110 кВ;
- ВРУ 330 кВ.

Потужність ГЕС — 78 МВт, середньорічне вироблення — 181,5 млн кВт · год. У будівлі ГЕС встановлено 3 радіально-осьові гідроагрегати РО75/728б-ВМ-250 потужністю по 26 МВт, що працюють при розрахунковому напорі 57,4 м. Виробник гідротурбін — харківський завод «Турбоатом», генераторів — «Уралелектротяжмаш». У жовтні 2008 року оголошено конкурс на реконструкцію гідротурбін станції, що включає заміну робочих коліс.

## Ресурси Інтернету
- Опис ГЕС Кубанського каскаду [Архівовано 28 вересня 2013 у Wayback Machine.](рос.)
- Барсучківські ГЕС на офіційному сайті ВАТ «РусГідро» [Архівовано 10 жовтня 2013 у Wayback Machine.](рос.)
- Офіційний сайт ВАТ «Мособлгідропроект» [Архівовано 24 листопада 2009 у Wayback Machine.](рос.)